# Папужець рожевоволий
Папужець рожевоволий (Psittacula alexandri) — вид папугоподібних птахів родини Psittaculidae. Поширений в Південно-Східній Азії.

## Назва
Видовий епітет alexandri вшановує Олександра Македонського, чиї солдати завезли папуг до Греції.

## Поширення
Вид поширений від північних та східних частин Індії (включаючи Андаманські острови), Непалу, Бутану та Бангладеш, до М'янми, Таїланду, Лаосу, Камбоджі, В'єтнаму та південного Китаю (включаючи Хайнань), а також на Суматрі, Яві, Балі, зрідка на південному Калімантані, населяє також острови Карімунджава, Канген, Сімеулуе, Ніас, Ласія та Бабі в Індонезії. Також зустрічається як немісцевий вид у великій кількості в Сінгапурі і на півострові Малайзія.
P. alexandri використовує низку середовищ існування, які можуть відрізнятися в різних регіонах, наприклад, вологі листяні ліси, вторинні зарості, сухі ліси, мангрові зарості, плантації тикового дерева та кокосових пальм, ліси, що прилягають до культивації та сіл, а також парки та міські території.

## Підвиди
Описано 8 підвидів:
- P. a. fasciata (Müller, PLS, 1776) – північна Індія до південного Китаю та Індокитаю;
- P. a. abbotti (Oberholser, 1919) – Андаманські острови;
- P. a. cala (Oberholser, 1912) – о. Сімеулуе (на захід від північної Суматри);
- P. a. major (Richmond, 1902) – острови Ласія і Бабі (на захід від північної Суматри);
- P. a. perionca (Oberholser, 1912) – о. Ніас (на захід від північної Суматри);
- P. a. alexandri (Linnaeus, 1758) – Ява , Балі та південне Борнео;
- P. a. dammermani Chasen & Kloss, 1932 – острови Карімунджава (на північ від Яви);
- P. a. kangeanensis Hoogerwerf, 1962 – острови Кангеан (на північ від Балі).

## Опис
Довжина 33–38 см; маса тіла 133—168 г. У цих папуг короткий хвіст, зелена спина і крила, голова синьо-сіра. На висоті дзьоба між очима є характерна чорна смуга, що нагадує вуса. У самця дзьоб червоний, а у самиці чорний. Верхня частина грудей рожева, а нижня сторона тіла синьо-зелена.

## Спосіб життя
Часто спостерігаються в зграях по 6-10 птахів, іноді в зграях по 50 птахів, але можуть збиратися тисячами, якщо є відповідна їжа. Харчується дикорослими та культивованими фруктами, ягодами, квітами, нектаром, горіхами та насінням, листям та злаками, такими як рис та кукурудза, і часто завдає шкоди посівам.